# Bakour III d'Ibérie
Bakour III d’Ibérie (en géorgien : ბაკურ III, latinisé en Bacurius ; mort  en 580) est le dernier roi d’Ibérie de la dynastie des Chosroïdes avant l’abolition de la monarchie par le roi sassanide de Perse.

## Biographie
Bakour III succède comme roi d’Ibérie ou Karthlie à son père Pharsman VI à une date inconnue. La seule indication chronologique existant permet d’indiquer que la fin de son règne est contemporaine de celui du Sassanide Hormizd IV (579-590).
La Chronique géorgienne lui accorde un règne de treize ans, le décrit comme « un bon chrétien et un constructeur d'églises » et indique qu'il « multiplia ces dernières ainsi que les prêtres dans son royaume ».
L’autorité de Bakour est cependant limitée à la région d’Ujarma, pendant que la capitale Tiflis et la basse Ibérie sont déjà sous le contrôle direct des Sassanides. À la mort de Bakour en 580, le Shah sassanide de Perse abolit la royauté en Karthlie, comme 150 ans auparavant en Arménie, sans rencontrer de résistance des nobles.
S'il règne en effet pendant 13 ans, c'est sous son règne que l'empereur Justin II ordonne un changement des routes commerciales venant d'Asie centrale vers Byzance, à travers la Transcaucasie, inaugurant ainsi le rôle de la Géorgie dans la Route de la Soie.
Bakour III a eu d'une épouse inconnue un fils :
- Adarnassé, Eristaw de Kakhétie.

Cyrille Toumanoff lui attribue deux fils hypothétiques supplémentaires :
- Vahan
- Brzmeh